# Winfrith Newburgh
Winfrith Newburgh è un villaggio e parrocchia civile dell'Inghilterra, appartenente alla contea del Dorset.